# All'ultimo respiro
All'ultimo respiro (Breathless) è un film del 1983 diretto dal regista Jim McBride ed è un remake del celeberrimo Fino all'ultimo respiro di Jean-Luc Godard. Vede come protagonisti Richard Gere e Valérie Kaprisky, rispettivamente al posto di Jean-Paul Belmondo e di Jean Seberg, ed è famoso in particolare per la scena di nudo integrale maschile di Richard Gere.

## Trama
Jesse Lujack è un presuntuoso ladro di macchine che vive a Las Vegas, infatuato di rock, di sesso e di fumetti, mentre Monica Poiccard è una studentessa d'architettura in cerca di un posto di lavoro. I due, che si sono conosciuti precedentemente in una vacanza a Las Vegas, si innamorano follemente, ma la situazione precipita quando Jesse viene inseguito dalla polizia per aver ucciso un loro collega che lo stava braccando per eccesso di velocità.

## Colonna sonora
Nel film sono presenti le seguenti canzoni:
1. Bad Boy - Mink DeVille
2. High School Confidential - Jerry Lee Lewis
3. Breathless - Jerry Lee Lewis
4. Final Sunset - Brian Eno
5. Wonderful World - Sam Cooke
6. Opening - Philip Glass
7. No Me Hagas Sufrir - Ismael Quintana / Eddie Palmieri
8. Suspicious Minds - Elvis Presley
9. Wind on Wind - Brian Eno
10. Wind on Water - Brian Eno e Robert Fripp
11. Jack the Ripper - Link Wray
12. 365 Is My Number / The Message - King Sunny Ade
13. Celtic Soul Brothers - Dexys Midnight Runners
14. Message of Love - The Pretenders
15. Caca de Vaca - Joe "King" Carrasco
16. Breathless - X

## Accoglienza
Il film ha incassato 19 910 002 dollari negli Stati Uniti ricevendo pareri contrastanti da parte della critica. La maggior parte dei critici, infatti, era assai scettica circa la scelta del regista di inserire nel cast Valérie Kaprisky, vista la sua scarsa esperienza recitativa.
È stato però citato da Quentin Tarantino tra i suoi film preferiti.

## Distribuzione
Il film, distribuito dalla Orion Pictures e dalla Metro-Goldwyn-Mayer (video e DVD), è stato proiettato nelle sale statunitensi a partire dal 13 maggio del 1983.